# Villa Miniato
La villa Miniato (en finnois : Villa Miniato) est une villa construite dans le quartier Soukka de la ville d'Espoo en Finlande.

## Présentation
La villa est un édifice Art Nouveau construit sur la rive de Soukanranta. 
Construite en 1903-1904, la villa a été conçue par l'architecte Eliel Saarinen.  
La villa est considérée comme le bâtiment résidentiel le plus précieux sur le plan architectural d'Espoo. 
En 1993, le bâtiment figurait sur la liste des environnements culturels et historiques d'importance nationale de la direction des musées de Finlande. 
Dans le nouvel inventaire de 2009, la Villa Miniato n'apparait plus parmi les sites culturels construits d'intérêt national en Finlande.

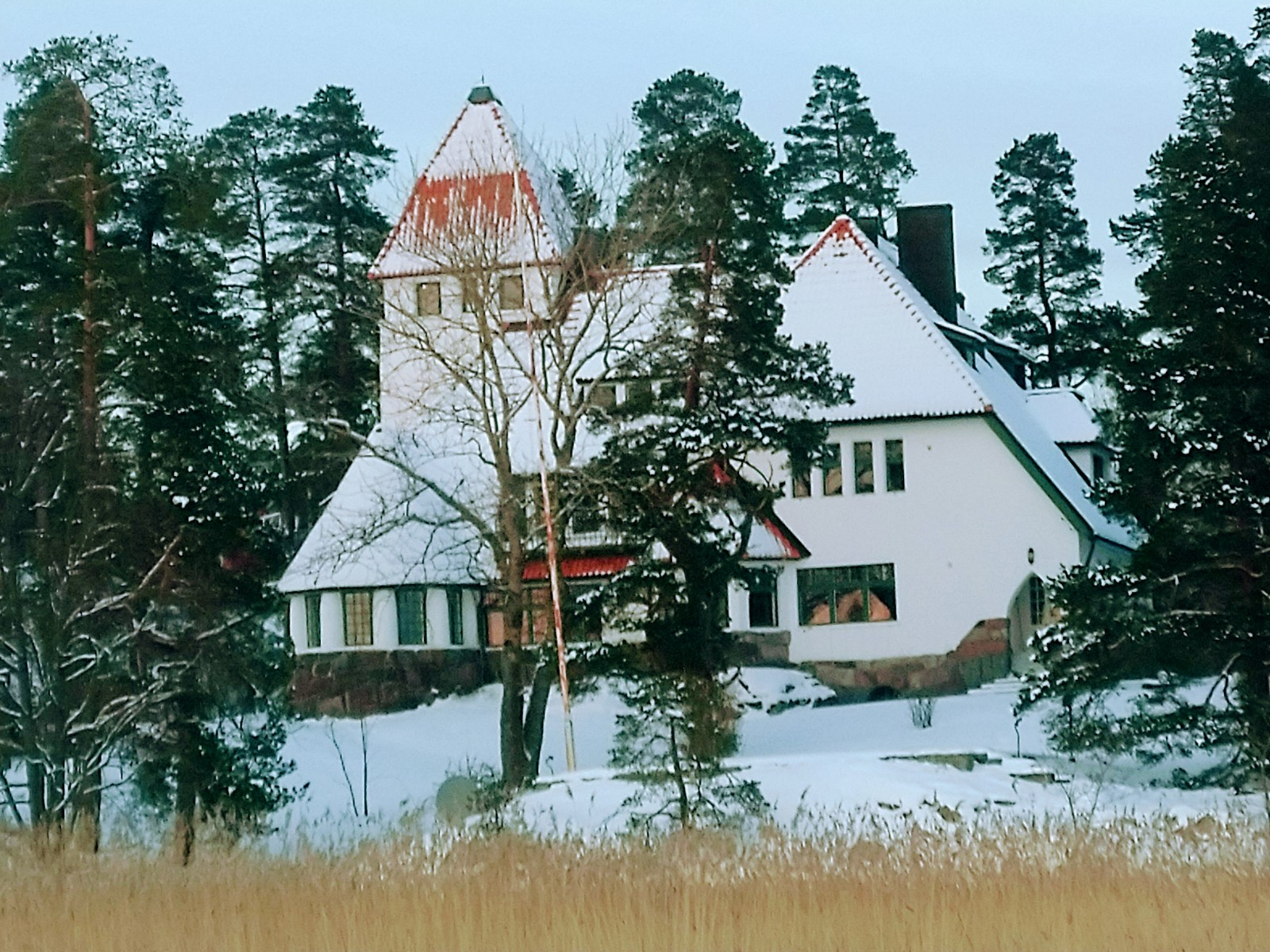
La villa Miniato en hiver.